# 503
Évszázadok: 5. század – 6. század – 7. század
Évtizedek: 450-es évek – 460-as évek – 470-es évek – 480-as évek – 490-es évek – 500-as évek – 510-es évek – 520-as évek – 530-as évek – 540-es évek – 550-es évek
Évek: 498 – 499 – 500 – 501 –  502 – 503 – 504 – 505 – 506 – 507 – 508

## Események

### Bizánci Birodalom
- A bizánci-perzsa háborúban a perzsáknak az év első napjaiban sikerül három hónapos ostrom után elfoglalniuk Amidát. I. Anasztasziosz császár igen nagy, 52 ezres sereget küld a perzsák ellen; ennek egy része Amidát veszi ostrom alá, míg a másik a Niszibiszbe húzódott Kavád perzsa királyt támadja. Kavád ellentámadásával szétzilálja a bizánciakat és a segítségükre siető másik seregrészt is sikerült megfutamítania. Az erődített városokkal (Edessza, Kónsztantia) azonban nem boldogul és miután Anasztasziosz erősítést küld és lecseréli a kudarcot valló parancsnokokat, a perzsák elvesztik a kezdeményezést. A bizánciak ismét ostrom alá veszik Amidát és legyőzik a perzsa szövetséges arab Lahmida Királyságot.

### Kína
- Északi Vej császára, Hszüanvu háborút indít déli szomszédja, a Liang-dinasztia ellen, hogy visszaállítsa ott az előző évben megdöntött Déli Csi-dinasztia uralmát és egyúttal vazallusává tegye az államot.

## Születések
- Liang Csianven-ti, a Liang-dinasztia császára
- Csen Vu-ti, a Csen-dinasztia alapítója
- Lý Nam Đế, a vietnami Korai Lý-dinasztia alapítója
- Kaskari Ábrahám, szíriai szerzetes

## Fordítás
- Ez a szócikk részben vagy egészben  a(z)   503 című angol Wikipédia-szócikk ezen változatának fordításán alapul.  Az eredeti cikk szerkesztőit annak laptörténete sorolja fel. Ez a jelzés csupán a megfogalmazás eredetét és a szerzői jogokat jelzi, nem szolgál a cikkben szereplő információk forrásmegjelöléseként.